# Hirrensee
Das Gebiet Hirrensee ist ein mit Verordnung vom 20. Februar 1994 des Regierungspräsidiums Tübingen ausgewiesenes Naturschutzgebiet (NSG-Nummer 4.238) im Südosten der baden-württembergischen Stadt Tettnang in Deutschland.

## Lage
Das rund 16 Hektar große Naturschutzgebiet Hirrensee gehört naturräumlich zum Westallgäuer Hügelland. Es liegt südlich des Tettnanger Ortsteils Hiltensweiler, westlich des Muttelsees, nordöstlich des Degersees und östlich des Ortsteils Oberwolfertsweiler, auf einer Höhe von 510 m ü. NN.

## Schutzzweck
Wesentlicher Schutzzweck ist die Erhaltung und Verbesserung eines reich strukturierten Ökosystems. Dieses besteht aus
- einem nährstoffarmen Flachmoor mit der besonders gefährdeten Flora aus Kalkkleinseggenriedern; besonders hervorzuheben ist die Mehlprimel-Kopfbinsen-Gesellschaft. Diese Bereiche sind zudem Refugien von Glazialrelikten und vielen seltenen Sumpfpflanzen der mitteleuropäischen Flora. Für Vogellebensgemeinschaften gehören sie zu den wichtigsten Biotoptypen und stellen ein Rückzugsgebiet dar für viele Insekten, darunter zahlreiche Tag- und Nachtfalterarten.
- Pfeifengrasstreuwiesen, deren floristischer Artenreichtum Lebensraum für zahlreiche Insektenarten ist, insbesondere für nur dort beheimatete Tagfalterarten und Widderchen
- Feucht- und Naßwiesen als Nahrungs- und Lebensraum für gefährdete Wiesenbrüter
- Streuobstwiesen als wichtiges Element unserer traditionellen Kulturlandschaft und als Lebensraum für zahlreiche Tiere, insbesondere Vögel und Kleinsäugetiere. Die benachbarten Schilfröhrichtbestände bilden für einige von ihnen ein ergänzendes Nahrungsbiotop
- den Pufferflächen zur Vermeidung weiterer Intensivierung landwirtschaftlich genutzter Flächen im Umgebungsbereich des Feuchtgebietes

## Flora und Fauna

### Flora
Aus der schützenswerten Flora sind folgende Pflanzenarten zu nennen:
- Breitblättriges Knabenkraut (Dactylorhiza majalis), eine bis zu 60 cm hohe Pflanze aus der Familie der Orchideen
- Breitblättriges Wollgras (Eriophorum latifolium), gehört zur Familie der Sauergrasgewächse
- Fleischfarbenes Knabenkraut (Dactylorhiza incarnata), auch aus der Familie der Orchideen
- Lungenenzian (Gentiana pneumanthe), ein Vertreter aus der Familie der Enziangewächse (!)
- Mehlprimel (Primula farinosa), aus der Familie der Primelgewächse (!)
- Pfeifengräser (Molinia), eine Pflanzengattung der Familie der Süßgräser
- Saum-Segge (Carex hostiana), auch aus der Familie der Sauergrasgewächse
- Schwalbenwurz-Enzian (Gentiana asclepiadea), auch aus der Familie der Enziangewächse (!)
- Sumpf-Herzblatt (Parnassia palustris), in Mitteleuropa der einzige Vertreter der Familie der Herzblattgewächse (!)

(!) Nach der Bundesartenschutzverordnung (BArtSchV) besonders geschützt!